# 德克薩斯鎮區 (阿肯色州克雷格黑德縣)
德克薩斯鎮區（英語：Texas Township）是位於美國阿肯色州克雷格黑德縣的一個行政鎮區。

## 地方資料
德克薩斯鎮區的面積為57.32平方千米，當中陸地面積為57.04平方千米，而水域面積為0.28平方千米。根據2010年美國人口普查的數據，當地共有人口390人，而人口密度為每平方千米6.8人。